# Adam Wojdak
Adam Marek Wojdak (ur. 15 września 1948 we Wrocławiu) – polski piosenkarz i kompozytor, solista-wokalista i konferansjer Reprezentacyjnego Zespołu Artystycznego Wojska Polskiego w latach 1972–1993, wielokrotny uczestnik i laureat Festiwalu Piosenki Żołnierskiej w Kołobrzegu.

## Życiorys
W latach 1968–1970 odbywał zasadniczą służbę wojskową w Centralnym Zespole Artystycznym Wojska Polskiego, a bezpośrednio po jej zakończeniu rozpoczął etatową pracę na stanowisku artysty chóru.
W latach 1972–1974 uczęszczał do średniej szkoły muzycznej w Warszawie, na Wydział Estradowy pod kierunkiem Zbigniewa Rymarza. W 1977 zdał egzamin weryfikacyjny w Ministerstwie Kultury i Sztuki i uzyskał uprawnienia do wykonywania zawodu artysty estradowego w specjalności piosenkarza.
Wielokrotnie brał udział w Festiwalach Piosenki Żołnierskiej w Kołobrzegu, gdzie otrzymał kilkanaście nagród i wyróżnień.
W 1988 współtworzył oprawę muzyczną do fabularyzowanego filmu dokumentalnego Historia istotnej victorii w reżyserii Michała J. Dudziewicza.
Jest autorem m.in. muzyki i tekstu pieśni Wysłuchaj mnie – poświęconej pamięci Jana Pawła II.
Po przejściu na emeryturę artystyczną uruchomił własne studio, specjalizujące się w masteringu nagrań dźwiękowych.
Żonaty z Anną Jantos-Wojdak – tancerką i pedagogiem baletu.

## Nagrody, wyróżnienia, odznaczenia
- 1980 – Złote Ostrogi za udany debiut na Festiwalu Piosenki Żołnierskiej
- 1980 – Złoty Pierścień za wykonanie piosenki Marsz plutonu
- 1981 – Pierwsza Nagroda w konkursie na piosenkę żołnierską Kołobrzeg ‘81
- 1981 – Złoty Pierścień za wykonanie piosenki „Ostatnia szarża”
- 1981 – Srebrny Pierścień za muzykę do piosenki Gdy Polska da nam rozkaz
- 1982 – Srebrny Pierścień za wykonanie piosenki Żołnierskie kochanie
- 1983 – Srebrny Krzyż Zasługi
- 1984 – Srebrny Pierścień za muzykę do piosenki Letni ragtime
- 1985 – Medal Za zasługi dla rozwoju kultury w Siłach Zbrojnych PRL
- 1986 – Srebrny Pierścień za muzykę do piosenki Napisz list kochanie
- 1987 – Złoty Pierścień za wykonanie piosenki Rogatywka – Festiwal Piosenki Żołnierskiej (FPŻ)
- 1987 – Nagroda Publiczności dla najlepszego wykonawcy Kołobrzeg’87
- 1987 – Złoty Kord Nagroda Honorowa redakcji tygodnika Żołnierz Polski – FPŻ
- 1988 – Nagroda III Stopnia w dziedzinie muzyki Ministra Obrony Narodowej
- 1989 – Srebrny Pierścień za wykonanie piosenki Jeszcze będzie ten świat – FPŻ
- 1989 – Kaczka Dziennikarska nagroda dziennikarzy FPŻ Kołobrzeg’89
- 1991 – Złoty Medal Ministra Obrony Narodowej Siły Zbrojne w Służbie Ojczyzny
- 1998 – Złoty Medal Ministra Obrony Narodowej Za Zasługi dla Obronności Kraju

## Dyskografia
- 1978 – Już idzie dzień – Oratorium Zagrajcie nam dzisiaj wszystkie srebrne dzwony – Centralny Zespół Artystyczny Wojska Polskiego (MUZA SX 1409)
- 1980 – Marsz plutonu – Kołobrzeg '80 Premiery (LP SX 1916 Muza, 1980)
- 1980 – Bandera w słońcu – Pod banderą słońca – Kołobrzeg '80 (LP, Muza SX-1917)
- 1981 – Siostra piosenka – FPŻ Kołobrzeg '81 Premiery 1 (LP, Muza SX-1974)
- 1981 – Gdy Polska da nam rozkaz – FPŻ Kołobrzeg '81 Premiery 2 (LP SX 1975 Muza, 1981)
- 1985 – Nie czas szukać cienia – Rzecz o berlińskiej potrzebie – Fragmenty widowiska (LP SX 2238 Muza, 1985)
- 1985 – Berlin trzeba zdobyć – Rzecz o berlińskiej potrzebie – Fragmenty widowiska (LP SX 2238 Muza, 1985)
- 1986 – Marsz plutonu – Tak jak wojsko nikt nie śpiewa (2LP SX 2394-5 Muza, 1986)
- 1987 – Zawisza Czarny – 21 FPŻ Kołobrzeg '87. Dwa miecze – fragmenty widowiska muzycznego – (MC CK 645 Muza, 1987)
- 1998 – I do koszar – Przeboje kołobrzeskich festiwali. Po ten kwiat czerwony 1 (MC CK 753 Muza, 1988)
- 1998 – Marsz plutonu – Przeboje kołobrzeskich festiwali. Po ten kwiat czerwony 1 (MC CK 753 Muza, 1988)
- 1998 – Stewardessa i marynarz – Przeboje kołobrzeskich festiwali. Po ten kwiat czerwony 1 (MC CK 753 Muza, 1988)
- 1988 – Rogatywka – Przeboje kołobrzeskich festiwali. Po ten kwiat czerwony 2 (MC CK 752 Muza, 1988)
- 1988 – Jeden mamy świat – jeden ziemski lot – 22 FPŻ Kołobrzeg '88 Premiery (MC CK 779 Muza, 1988)
- 1988 – Niepodległa, niepokorna – 22 FPŻ Kołobrzeg '88 Premiery (MC CK 779 Muza, 1988)
- 1988 – Wojna, wojna – 22 FPŻ Kołobrzeg '88 Najpiękniejsza z róż – fragmenty widowiska muzycznego (MC CK 780 Muza, 1988)
- 1988 – Najpiękniejsza z róż – 22 FPŻ Kołobrzeg '88 Najpiękniejsza z róż – fragmenty widowiska muzycznego (MC CK 780 Muza, 1988)
- 1989 – Jeszcze będzie ten świat – 23 FPŻ Kołobrzeg '89 Premiery (MC CK 947 Muza, 1989)
- 1989 – Stewardessa i marynarz – Przeboje kołobrzeskie Janusz Kępski, Marek Sewen (MC CK 948 Muza, 1989)
- To My Dywizjon 303 – CZAWP (Muza SX 2125)
- 2004 – Natalia – Powstanie Warszawskie w pieśni i w piosence (Sony BMG,5178052)
- 2004 – Lot ku słońcu – Od przygody do przygody (CD PNCD819 MUZA,2004)
- 2005 – Jędrusiowa dola – Wrócą chłopcy z wojny RZAWP (Caritas COPWP40)
- 2007 – Dzień dobry Nike – Piosenki o Warszawie (MTJ nr kat. CDMTJ10340)
- 2009 – Atak, Szumią bałtyckie fale – Wrzesień 1939 w pieśni i w piosence (Caritas COPWP 51/2009)